# Villmannsdorf
Villmannsdorf ist eine Ortschaft im Gemeindegebiet der Stadt Rottenmann und gliedert sich in drei Teile: Villmannsdorf, Goldbichl und Grünbühel.
Der Ort gehört zur Katastralgemeinde Stadt Rottenmann. Die Eingemeindung erfolgte 1943.
Die Ortschaft Villmannsdorf hat 224 Einwohner (Stand 1. Jänner 2024). Villmannsdorf liegt nördlich der Bruckmühl ebenfalls am Südhang des Dürrenschöberl.
Eine Sehenswürdigkeit im Ortsgebiet ist das Schloss Grünbühel im gleichnamigen Dorf.